# Montfleury
Pour les articles homonymes, voir Montfleury (homonymie).
Zacharie Jacob de Montfleury, dit Montfleury, est un acteur français, né le 15 juillet 1608 à Château-Gontier en Anjou et mort à Paris en décembre 1667.

## Biographie
Montfleury naît dans une famille de comédiens. Son père Fleury Jacob, sieur de Montfleury, est comédien et chef de troupe à Angers en 1603, et sa mère Colombe Venier, comédienne.
Après avoir débuté en province, il entre dans la troupe de l'Hôtel de Bourgogne en 1638. Il est très apprécié du cardinal de Richelieu et devient l'un de ses protégés. En 1647, il a écrit La Mort d'Asdrubal.
Samuel Chappuzeau a écrit de lui : 

« Il est rare de voir un acteur exceller dans les deux genres et dans tous les caractères, et le théâtre n'a guère eu qu'un Montfleury qui s'est rendu illustre en toutes manières. Aussi avoit-il de l'esprit infiniment et il s'en fait une large effusion dans sa famille. »

Sa diction ampoulée, pourtant aimée par les spectateurs des tragédies représentées à l'époque, est caricaturée en 1663 par Molière, dans L'Impromptu de Versailles. Il est également la cible d'une lettre de Cyrano de Bergerac (1654), Contre le gras Montfleury, mauvais auteur et comédien : « Ce drôle est fier de ce qu’on ne saurait le bâtonner tout entier en un jour. » Edmond Rostand répète ces insultes de façon atténuée lorsqu'il le met en scène avec les comédiens Jodelet et Bellerose, dans l'acte I de Cyrano de Bergerac (1897).
« Très gros et possédant une voix tonitruante », Montfleury est mort, « dit la tradition, d'un trop grand effort de voix qu'il a fait dans la tirade de la folie d'Oreste », juste après une représentation d'Andromaque de Racine.

## Postérité
En 1638, il se marie au château du Val de Ruel, résidence de Richelieu, avec Jeanne de La Chappe, fille d'un comédien de province.
Ils ont quatre enfants dont :
- Antoine Jacob, dit aussi Montfleury, ou Montfleury fils (1639-1685), avocat et dramaturge. Il est l'auteur d'une vingtaine de pièces de théâtre publiées à Paris en 1705, en deux volumes. Il est aussi le gendre de Floridor.
- Louise Jacob, dite mademoiselle d'Ennebault, comédienne. Elle est la grand-mère de Charlotte Desmares.
- Françoise Jacob, dite mademoiselle Dupin, comédienne.
- Nicole Jacob, qui épouse un avocat du Périgord[8].

Dans le film Cyrano de Bergerac de Jean-Paul Rappeneau sorti en 1990, le rôle de Montfleury est joué par l'acteur Gabriel Monnet.

## Quelques rôles
- 1647 : La Mort d'Asdrubal
- 1658 : Nicomède, de Pierre Corneille : Prusias
- 1663 : Sophonisbe, de Pierre Corneille : Syphax
- 1665 : Alexandre le Grand, de Jean Racine : Porus
- 1666 : Ballet des muses, d'Isaac de Benserade, musique de Jean-Baptiste Lully
- 1666 : Antiochus, de Thomas Corneille : Seleuchus
- 1667 : Andromaque, de Jean Racine : Oreste[9]

## Iconographie
Un portrait peint par Antoine Durand est conservé à Paris, à la Comédie-Française.